# Liste der Baudenkmale in Grafhorst
In der Liste der Baudenkmale in Grafhorst sind die Baudenkmale der niedersächsischen Gemeinde Grafhorst aufgelistet. Der Stand der Liste ist der 12. Januar 2021. Die Quelle der Baudenkmale ist der Denkmalatlas Niedersachsen.

## Allgemein
In den Spalten befinden sich folgende Informationen:
- Lage: die Adresse des Baudenkmales und die geographischen Koordinaten. Kartenansicht, um Koordinaten zu setzen. In der Kartenansicht sind Baudenkmale ohne Koordinaten mit einem roten Marker dargestellt und können in der Karte gesetzt werden. Baudenkmale ohne Bild sind mit einem blauen Marker gekennzeichnet, Baudenkmale mit Bild mit einem grünen Marker.
- Bezeichnung: Bezeichnung des Baudenkmales
- Beschreibung: die Beschreibung des Baudenkmales. Unter § 3 Abs. 2 NDSchG werden Einzeldenkmale und unter § 3 Abs. 3 NDSchG Gruppen baulicher Anlagen und deren Bestandteile ausgewiesen.
- ID: die Objekt-ID des Baudenkmales
- Bild: ein Bild des Baudenkmales, ggf. zusätzlich mit einem Link zu weiteren Fotos des Baudenkmals im Medienarchiv Wikimedia Commons. Wenn man auf das Kamerasymbol klickt, können Fotos zu Baudenkmalen aus dieser Liste hochgeladen werden:

### Gruppe: Hofanlage Danndorfer Straße 1–3
Die Gruppe hat die ID 32628105. Eckparzelle am Knotenpunkt aller wichtigen örtlichen Straßen, in der Achse der Kirchstraße. Traufständiges Haupthaus mit östlich anschließendem traufständigem Saalanbau, im Süden und Westen Wirtschaftsgebäude um einen Wirtschaftshof mit östlicher Durchfahrt.

| Lage                                                 | Bezeichnung        | Beschreibung | ID       | Bild |
| ---------------------------------------------------- | ------------------ | --- | -------- | ---- |
| Danndorfer Straße 1 – 3 52° 26′ 41″ N, 10° 56′ 42″ O | Gasthaus           | Stattlicher zweigeschossiger und neunachsiger Fachwerkbau auf Naturstein–Kellersockel unter Halbwalmdach. Gebäudemitte durch Hauptzugang und Frontispitz gegliedert, im EG westlich späterer Ladeneinbau mit eigenem Eingang. Symmetrisches Fachwerkgefüge mit gekuppelten Ständern und zweifeldigen Streben sowie rau verputzen Ausfachungen. Zur Südostseite ein zweigeschossiger Saalanbau unter abgewinkelten Satteldach in Krempziegeldeckung. EG in Natursteinmauerwerk, OG in Fachwerk mit Ziegelausfachung (nordseitig verputzt), Aussteifung hauptsächlich durch Andreaskreuze. Haupthaus in der zweiten Hälfte des 19. Jh. errichtet, Saalanbau um 1900. | 32642455 | BW   |
| Danndorfer Straße 1 – 3 52° 26′ 40″ N, 10° 56′ 42″ O | Wirtschaftsgebäude | Fachwerkbau mit Natursteinausfachung auf Natursteinsockel unter Satteldach. Im Süden und im Westen Anbauten. | 32642477 | BW   |

### Gruppe: Friedhof Grafhorst
Die Gruppe hat die ID 32628127.

| Lage                                  | Bezeichnung       | Beschreibung | ID       | Bild |
| ------------------------------------- | ----------------- | --- | -------- | ---- |
| Friedhof 52° 26′ 32″ N, 10° 56′ 53″ O | Einfriedungsmauer | | 32692573 | BW   |
| Friedhof 52° 26′ 31″ N, 10° 56′ 51″ O | Beinhaus          | Kleiner quadratischer Sandsteinbau unter leicht geschwungenem Vollwalmdach in Betondachsteindeckung. Tür- und Fenstergewände in Sandsteinwerksteinen gefertigt, je zwei Fenster auf der Nord- und Südseite, leicht außermittiges Tor in der Ostseite. Gebäude in Friedhofsmauer eingebunden. | 32642313 | BW   |
| Friedhof 52° 26′ 31″ N, 10° 56′ 53″ O | Lindenallee       | | 32690415 | BW   |

### Gruppe: Ortskern Grafhorst
Die Gruppe hat die ID 32628149. Ortsbildprägender historischer Ortskern mit Pfarrkirche, Gelände des Kirchhofs, Pfarrgehöft und anschließender regionaltypischer Bebauung durch Wohn- und Wirtschaftsgebäude überwiegend des 19. Jh.

| Lage                                        | Bezeichnung               | Beschreibung | ID       | Bild           |
| ------------------------------------------- | ------------------------- | --- | -------- | -------------- |
| Kirchstraße 52° 26′ 57″ N, 10° 56′ 46″ O    | Kirche                    | Historistische Saalkirche mit Querschiff sowie runder Apsis mit im Kern romanischen Westturm. Langhaus aus Sandstein–Schichtmauerwerk mit werksteingefassten Rundfenstern sowie mit kleineren hochgestellten Fenstern. Giebelseiten des Querhauses mit Oculus und Tropfenfries, Apsis mit Ostzugang. Westturm aus überputzten unbehauenen Feldsteinen mit westlichen Zugang sowie Sonnenuhr an Südwestecke, im Turmobergeschoss rundbogige Schallarkaden mit eingelassenen Uhrenblättern darüber, kupfergedeckte Glockenhaube mit Laterne. Im Inneren Empore, an Kirchenmauer Epitaph aus dem Jahre 1666, sowie mehrere Grabsteine als eingelassene Sandsteinplatten im Dielenfußboden. Wetterfahne mit der Datierung „1816“, „1909“ auf der Turmuhr, Stahlglocke von 1924 und Orgel von 1945. | 32642617 | Weitere Bilder |
| Kirchstraße 52° 26′ 57″ N, 10° 56′ 46″ O    | Kirchhof                  | Kirchhof am nördlichen Ende des Dorfes in Form einer Warft, mit der zentral platzierten Elisabeth-Kirche, umgeben vom Baumbestand. | 32642634 | BW             |
| Kirchstraße 25 52° 26′ 56″ N, 10° 56′ 46″ O | Wohnhaus                  | Großer zweigeschossiger Fachwerkbau unter Halbwalmdach mit Krempziegeldeckung. Durchlaufende Balkenlage, Einfahrtstor rückseitig links außen, hier Fachwerk z.T. massiv ersetzt und Toröffnung geschlossen. Ausfachung straßenseitig in Ziegelmauerwerk, sonst verputzt und weiß gestrichen. Südgiebel in dunkelrotem Ziegelmauerwerk vorgeblendet. | 3262814  | BW             |
| Kirchstraße 27 52° 26′ 57″ N, 10° 56′ 44″ O | Wohn-/ Wirtschaftsgebäude | Giebelständiges großes Fachwerkquerdielenhaus unter Halbwalmdach in Ziegelpfannendeckung. Hofseitige Toröffnung zugesetzt, Knaggen des Sturzes entfernt. Fachwerkgefüge mit Ziegelsichtausfachung, zur Nordseite eine verputzte Lehmausfachung. Inschrift im Torsturz mit der Jahreszahl „1838“. Wirtschaftshof mit alter Sandsteinpflasterung, hier Reste alter Grabsteine (vermutlich des alten Friedhofs; eine Datierung 1691). Zur Straße Einfriedung aus Sandstein und Holz, 2 Sandsteinpfeiler begrenzen das Hoftor. | 32643162 | BW             |
| Kirchstraße 27 52° 26′ 57″ N, 10° 56′ 43″ O | Wirtschaftstrakt          | | 32642387 | BW             |
| Kirchstraße 29 52° 26′ 58″ N, 10° 56′ 45″ O | Wohnhaus                  | Zweigeschossiger großer Fachwerkbau auf Sandsteinsockel unter Halbwalmdach in Ziegeldeckung. Außermittiger Hauptzugang, symmetrisches Fachwerkgefüge mit dunkelroter Ziegelsichtausfachung. Westgiebel verkleidet, Rückseite massiv ersetzt. | 32642869 | BW             |
| Kirchstraße 30 52° 26′ 56″ N, 10° 56′ 47″ O | Pfarrhaus                 | Freistehender, giebelständiger Fachwerkbau auf Sandsteinsockel unter Halbwalmdach in Ziegelpfannendeckung, unmittelbar südlich der Kirche gelegen. Achsenmittiger Zugang auf der Südseite, symmetrisches Fachwerkgefüge mit zweifeldigen Streben und Ziegelsichtausfachung. Westseite in Ziegelausfachung, Nordfassade in Holz verschalt (darunter Fachwerk mit Lehmausfachung). Im Norden ein kleiner eingeschossiger Naturstein-Queranbau unter Satteldach (Kellerraum), Inschrift mit der Datierung „1842“. | 32642886 | BW             |
| Kirchstraße 52° 26′ 57″ N, 10° 56′ 46″ O    | Kriegerdenkmal            | Gefallenendenkmal in Form eines Obelisken auf Postament und einer Einfriedung mit Pfeilerstellung und eingezapften Ketten. Obelisk und Postament mit Gedenkschriften für die im Zweiten Weltkrieg Gefallenen und Vermissten. | 32642651 |                |
| Kirchstraße 30 52° 26′ 56″ N, 10° 56′ 47″ O | Scheune                   | Traufständiger, von der Straße zurückgesetzter Fachwerkbau auf Sandsteinsockel unter Halbwalmdach in Krempziegeldeckung. Hofseitig zwei Einfahrtstore, dort Fachwerkgefüge mit verputzter Sandsteinausfachung, sonst Ausfachung mit Lehmsteinen, Aussteifung mit zweifeldigen Fußstreben. | 32642903 | BW             |

### Einzelbaudenkmale
| Lage                                               | Bezeichnung                        | Beschreibung | ID        | Bild |
| -------------------------------------------------- | ---------------------------------- | --- | --------- | ---- |
| Danndorfer Straße 5 52° 26′ 41″ N, 10° 56′ 40″ O   | Wohn-/ Wirtschaftsgebäude          | Zweigeschossiger Fachwerkbau unter Halbwalmdach mit Aufschieblingen in Ziegelpfannendeckung. Zur Nordseite ein außermittiger Hauseingang zum Wohnteil sowie ein Dielentor als Zugang zum Wirtschaftsteil. Symmetrisches Fachwerkgefüge mit zweifeldigen Streben und Ziegelausfachung, EG im Wohnteil massiv in Ziegelmauerwerk unterfangen. Östliche Giebelseite in Zementfaserplattenbehang. | 32642494  | BW   |
| Danndorfer Straße 7 52° 26′ 41″ N, 10° 56′ 39″ O   | Wohn-/ Wirtschaftsgebäude          | Großer, traufständiger Fachwerkbau auf Sandsteinsockel unter Halbwalmdach in Krempziegeldeckung. Wohnteil fünfachsig und achsensymmetrisch gestaltet, mit mittigem Zugang, kurzes Wirtschaftsteil mit einem nördlichen Wirtschaftstor. Östliche Giebelseite mit einer Ladeluke, die westliche in Krempziegelbehang. Fachwerkgefüge mit zweifeldigen Streben und einer Ziegelsichtausfachung. Im Torsturz eine Inschrift mit der Datierung „1853“. | 32642530  | BW   |
| Grabauer Diek 2 52° 26′ 41″ N, 10° 56′ 45″ O       | Wohn-/ Wirtschaftsgebäude          | Zweigeschossiger Vierständer–Fachwerkbau in Stockwerkbauweise unter Halbwalmdach in Ziegelpfannendeckung. Zum Westgiebel ehemalige Toreinfahrt mit Vorschauer, im Torsturz rudimentär erhaltene Inschrift. Symmetrisches Fachwerkgefüge mit zweifeldigen Streben und verputzter Ausfachung. Zu Wohnzwecken ausgebaut. | G32642331 | BW   |
| Kirchstraße 6 52° 26′ 43″ N, 10° 56′ 43″ O         | Wohn-/ Wirtschaftsgebäude          | Zweigeschossiger Fachwerkbau auf Sandsteinsockel unter Halbwalmdach in Ziegelpfannendeckung. Hofseitige Erschließung des Wohnteils, im Osten Wirtschaftsteil. Fachwerkgefüge mit zweifeldigen Streben und Ziegelsichtausfachung, am Westgiebel Ziegelbehang. | 32642702  | BW   |
| Kirchstraße 6 52° 26′ 44″ N, 10° 56′ 43″ O         | Einfriedung                        | Einfriedung der Hofanlage durch einen gusseisernen Zaun auf Ziegelsockel, ebenso Flügel des Hoftores. Ältere Pfeiler der Hofeinfahrt aus Naturstein mit der Datierung „1758“ im Kapitell. | 32692605  | BW   |
| Kirchstraße 10 52° 26′ 46″ N, 10° 56′ 44″ O        | Wohn-/ Wirtschaftsgebäude          | Giebelständiges und zweigeschossiges Fachwerkhaus auf Sandsteinsockel unter Halbwalmdach. Querdielenhaus mit Wohnteil zur Straße. Symmetrisches Fachwerkgefüge mit zweifeldigen Streben und westlich sowie südlich Ziegelsichtausfachung, im Norden verputzte Gefache. Wirtschaftsteil im EG mit Ziegelmauerwerk unterfangen. Südliche originale Eingangstür mit vorgelegter Sandsteinplatte, achsenmittig hohes verziertes Dielentor. Umlaufende Inschrift, straßenseitig im Hauptbalken beginnend, Datierung „1836“. | 32642756  | BW   |
| Kirchstraße 10 52° 26′ 45″ N, 10° 56′ 43″ O        | Einfriedung                        | Straßenseitige Einfriedung mit Natursteinpfeilern und Holzstaketenzaun, Pfeiler oben gerundet. Toreinfahrt von zwei Pfeilern flankiert mit Inschriften „W.D“ und „1819“ im Kapitellbereich. | 32692131  | BW   |
| Kirchstraße 19 52° 26′ 52″ N, 10° 56′ 45″ O        | Wohn-/ Wirtschaftsgebäude          | Giebelständiger, zweigeschossiger Vierständerfachwerkbau unter Halbwalmdach in Ziegelpfannendeckung. Zur Straßenseite Wohnteil mit südlichen Querzugang, auf westlicher Seite Wirtschaftsteil mit Dielentor im Westgiebel, dort auch Ziegelpfannenbehang. Symmetrisches Fachwerkgefüge mit zweifeldigen Streben und verputzten Gefachen. Grundschwellen nachträglich höher gelegt auf Ziegelsockel. | 32642776  | BW   |
| Kirchstraße 19 52° 26′ 51″ N, 10° 56′ 46″ O        | Toranlage                          | Ortstypisches Hoftor mit zwei flankierenden Natursteinpfeilern mit runden Kapitellen. | 32692148  | BW   |
| Kirchstraße 21 52° 26′ 51″ N, 10° 56′ 45″ O        | Schule                             | Zweigeschossiger Fachwerkbau auf Sandsteinsockel unter Halbwalmdach. Achsenmittiger Hauptzugang, symmetrisches Fachwerkgefüge mit zweifeldigen Streben und einer Ziegelsichtausfachung. Nordgiebel mit verputzter Ausfachung, Westfassade in Krempziegelbehang, dort eingeschossiger Anbau über die Hälfte des Hauses unter Pultdach. Inschriftliche Datierung auf 1839. | 32642796  | BW   |
| Kirchstraße 28 52° 26′ 53″ N, 10° 56′ 45″ O        | Wohnhaus                           | Zweigeschossiger traufständiger Ziegel–/Fachwerkbau in hellem Ziegelmauerwerk im Westen und Süden auf Natursteinquadersockel unter Satteldach. Straßenseitige Gebäudemitte risalitartig hervorgehoben mit achsenmittigen Hauptzugang hinter vorgelagerter zweiläufiger Treppe mit Hochpodest sowie Zwerchgiebel mit Rundfenster. Im EG Rundbogenfenster, im OG mit Segmentbögen. Ziegelziersetzungen in Form von Lisenen, Fenstereinfassungen, geschosstrennenden Deutschem Band, Konsolfries an der Traufe und Rauten in den Brüstungsfeldern des OG. Südliche Giebelseite schmucklos. Rückwärtige Fassade in symmetrischen Sichtfachwerk mit Ziegelausfachungen. | 32642848  | BW   |
| Kirchstraße 28 52° 26′ 53″ N, 10° 56′ 47″ O        | Toreinfahrt                        | Eineinhalbgeschossiges, traufständiges Torhaus auf Sandsteinsockel unter Satteldach in Ziegelpfannendeckung. Außermittiger Tordurchfahrt unter gedrücktem Korbbogen, Fachwerkgefüge mit Ziegelausfachung, Verstrebung mit Andreaskreuzen. | 32693224  | BW   |
| Kirchstraße 28 52° 26′ 54″ N, 10° 56′ 48″ O        | Hofpflasterung                     | Bauzeitliche Hofpflasterung aus Naturstein in Form von Kopfsteinpflaster sowie Platten im Wildverband. | 32690485  | BW   |
| Linden–/Kirchstraße 52° 26′ 48″ N, 10° 56′ 56″ O   | Deich                              | Hochwasserschutz östlich der Baueraller zwischen Lindenstraße und Kirchstraße. | 32642936  | BW   |
| Wahrstedter Straße 16 52° 26′ 36″ N, 10° 56′ 48″ O | Wohn-/ Wirtschaftsgebäude          | Zweigeschossiger Vierständerfachwerkbau auf Sandsteinsockel unter Halbwalmdach. Südliche Gebäudehälfte Wohnteil mit leicht außermittigen Hauptzugang hinter Freitreppe. Daneben ein Dielentor mit Inschrift im Torsturz, nördliche Gebäudehälfte Wirtschaftsteil. Symmetrisches Fachwerkgefüge mit zweifeldigen Streben und einfacher Verriegelung, Ausfachung in dunkelgebrannter roter Ziegelausfachung. | 32642974  | BW   |
| Wahrstedter Straße 15 52° 26′ 36″ N, 10° 56′ 50″ O | Wohn-/ Wirtschaftsgebäude          | Zweigeschossiger und giebelständiger Fachwerkbau auf Sandsteinsockel unter Halbwalmdach in Ziegelpfannendeckung. Hofseitig ein leicht außermittiger Hauptzugang, ehemalige Quereinfahrt heute zugesetzt. Wirtschaftsteil mit deutlich tiefer gelegener Balkenlage im EG aus Sandstein–Mauerwerk. Wohnteil mit symmetrischen Fachwerkgefüge mit zweifeldigen Streben und Ziegelausfachung. | 32642955  | BW   |
| 52° 26′ 47″ N, 10° 56′ 46″ O                       | Kanäle Grafhorst; Allerregulierung | Kanalisierung der Aller im Ortsbereich Grafhorst. | 32642438  | BW   |
| 52° 27′ 21″ N, 10° 56′ 18″ O                       | Allerregulierung Grafhorst         | Allerverlauf vom nördlichen Ortsausgang (Allerbrücke) entlang der B244 mit Abzweigung des Hochwasserentlasters I bis zur Gemeindegrenze einschließlich Pappelallee und Wehr. | 32628092  | BW   |